# 客寨橋
客寨橋位於重慶市秀山縣龍鳳鄉客寨村，文物遺址年代為清代，2000年9月7日列為第一批重慶市文物保護單位。